# Kédra
Kédra är en ort i Grekland.   Den ligger i prefekturen Nomós Evrytanías och regionen Grekiska fastlandet, i den centrala delen av landet, 240 km nordväst om huvudstaden Aten. Kédra ligger 888 meter över havet och antalet invånare är 201.
Terrängen runt Kédra är varierad. Runt Kédra är det mycket glesbefolkat, med 5 invånare per kvadratkilometer. Närmaste större samhälle är Epinianá, 14,6 km öster om Kédra. Trakten runt Kédra består i huvudsak av gräsmarker.